# Porte du monastère de Toruń

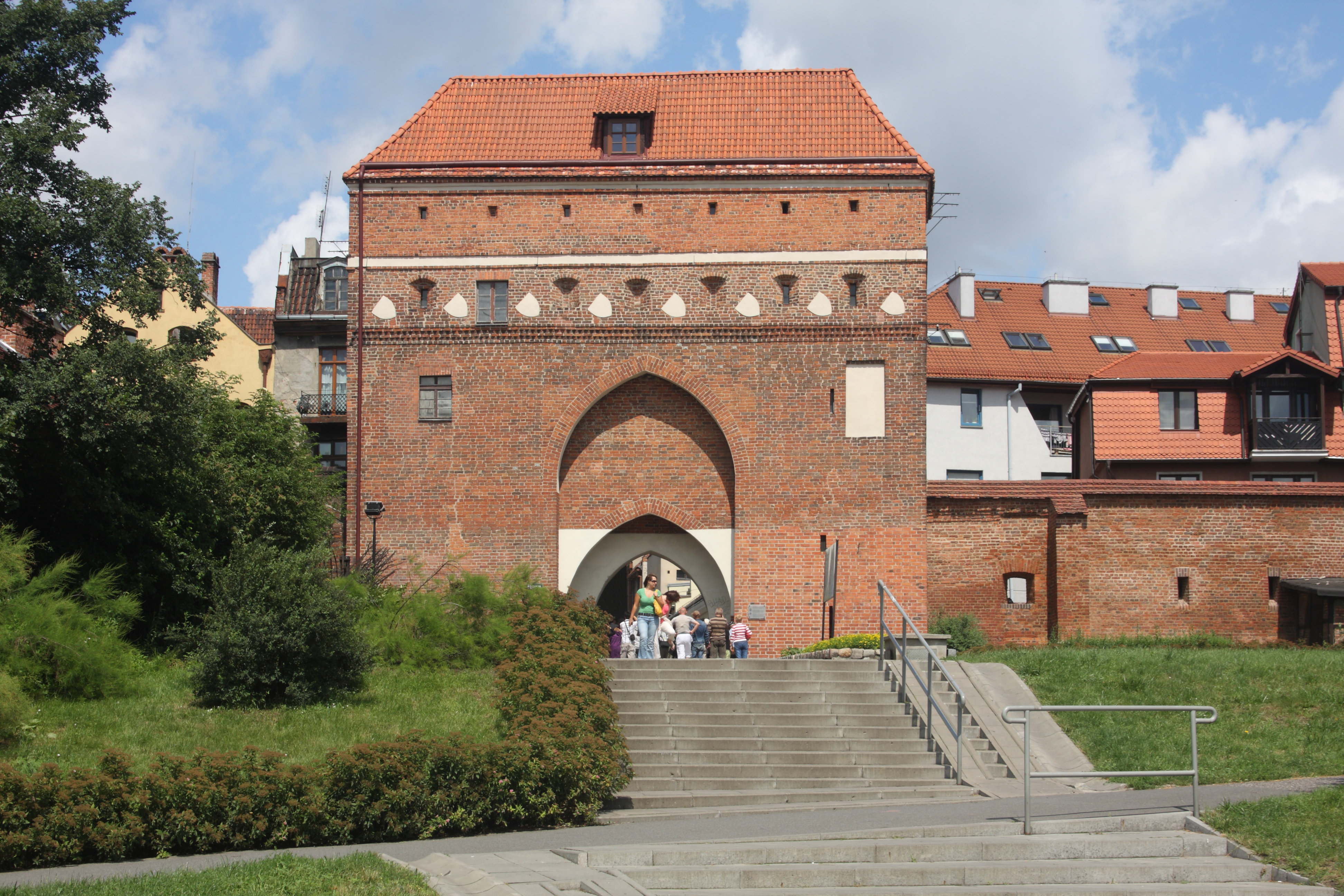
Vue de la porte depuis l'extérieur des murs

La porte du monastère de Toruń (Brama Klasztorna en polonais), également connue sous le nom de porte du Saint-Esprit, de porte des Nonnes ou de porte des Femmes, est l'une des trois portes de la ville médiévale qui ont survécu à ce jour.

## Emplacement et nom
La porte est située dans la partie sud de la vieille ville de Toruń, à l'est de la tour de Grue.
Le nom de la porte fait référence au monastère bénédictin juste à l'extérieur des murs, où se trouvaient un hôpital et l'église du Saint-Esprit. L'église a existé jusqu'au XVIIe siècle. C'est de là que vient le nom de la porte et de la Heiligengeiststraße.

## Histoire
La porte a été construite dans le style gothique flamand, qui se caractérise par sa construction solide. La porte du monastère rappelle la Paulinertor dans la vieille ville, qui n'existe cependant plus. La construction a eu lieu au XIVe siècle. Le développement des techniques de guerre, notamment la prolifération des armes à feu, obligea à ajouter des hauteurs au portail, ce qui fut réalisé vers 1420.
Il y avait une herse dans la niche ogivale sur le côté extérieur de la porte. Il y avait un trou dans le plafond de la porte à partir duquel des liquides chauds ou de l'huile pouvaient être versés sur l'attaquant potentiel. L'obstacle suivant était la porte, qui, si nécessaire, était renforcée du côté de la ville par des poutres supplémentaires qui étaient verrouillées dans des ouvertures spéciales dans le mur de la porte.
Au XIXe siècle, la porte a perdu sa fonction défensive et a été repensée pour que ses salles puissent être habitées.
Depuis octobre 1943, il y a un abri anti-aérien pour 100 personnes (probablement construit pour les travailleurs du port ou les travailleurs invités) sous la porte, qui est maintenant ouvert aux visites.

## Galerie

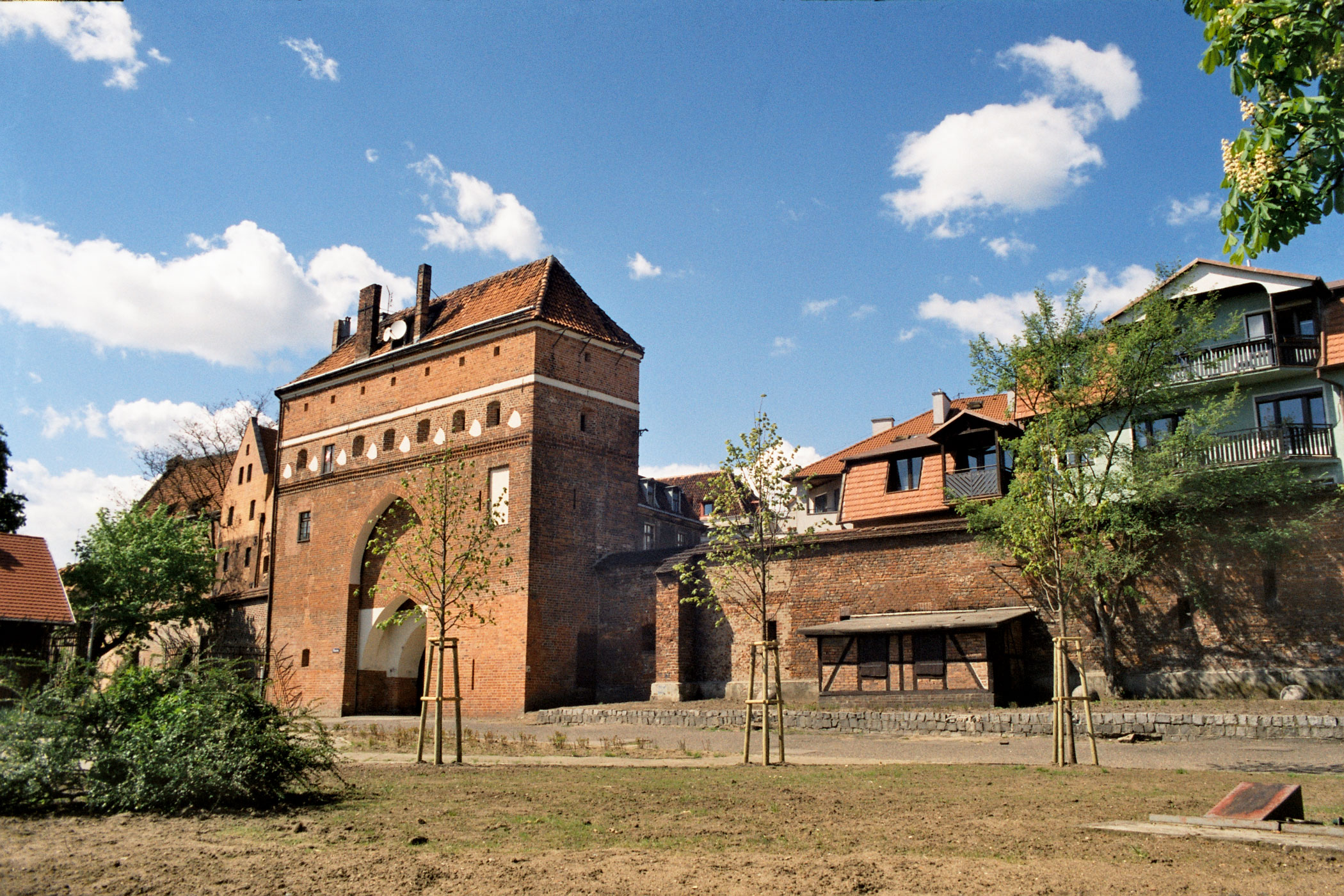
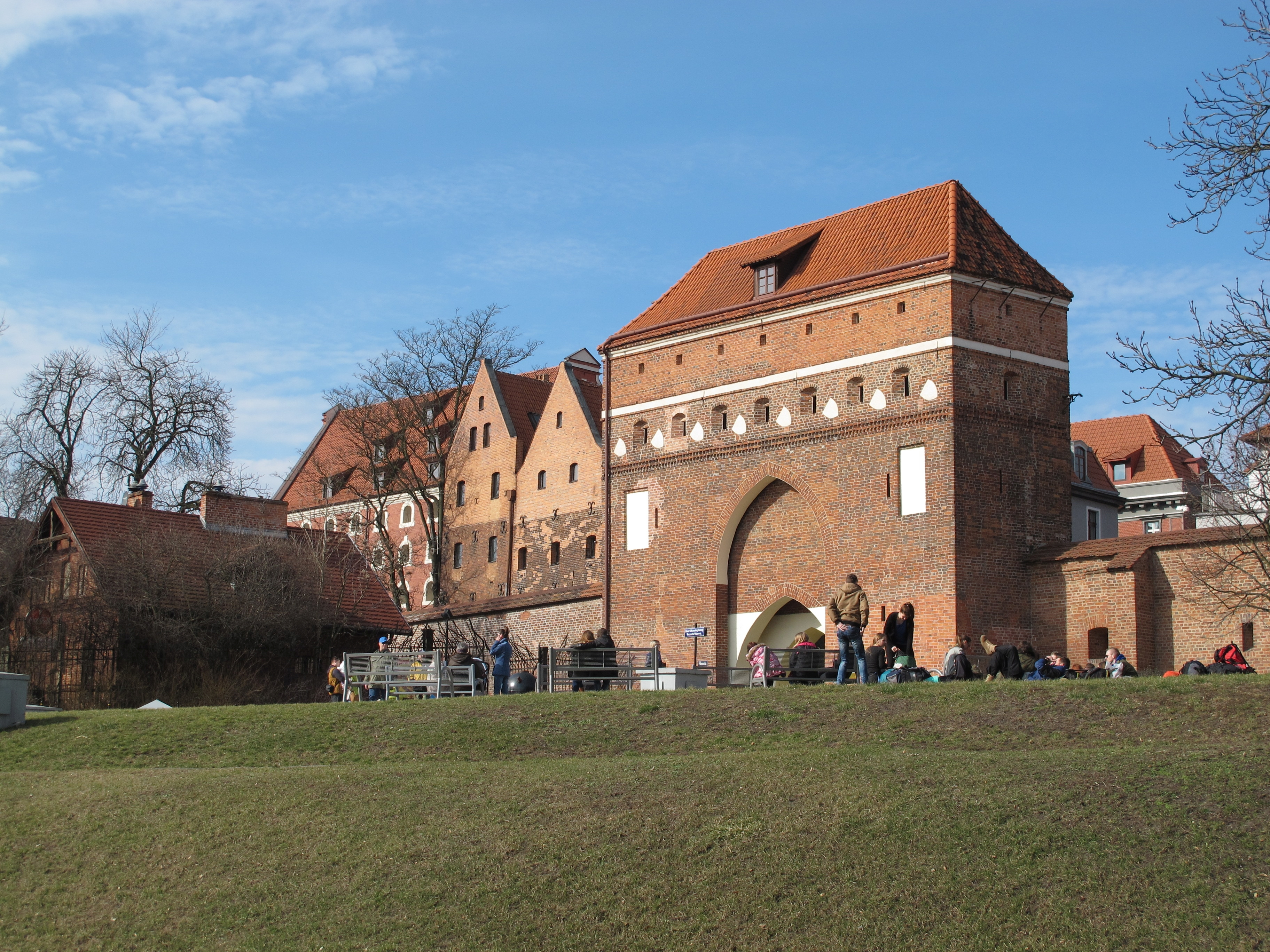
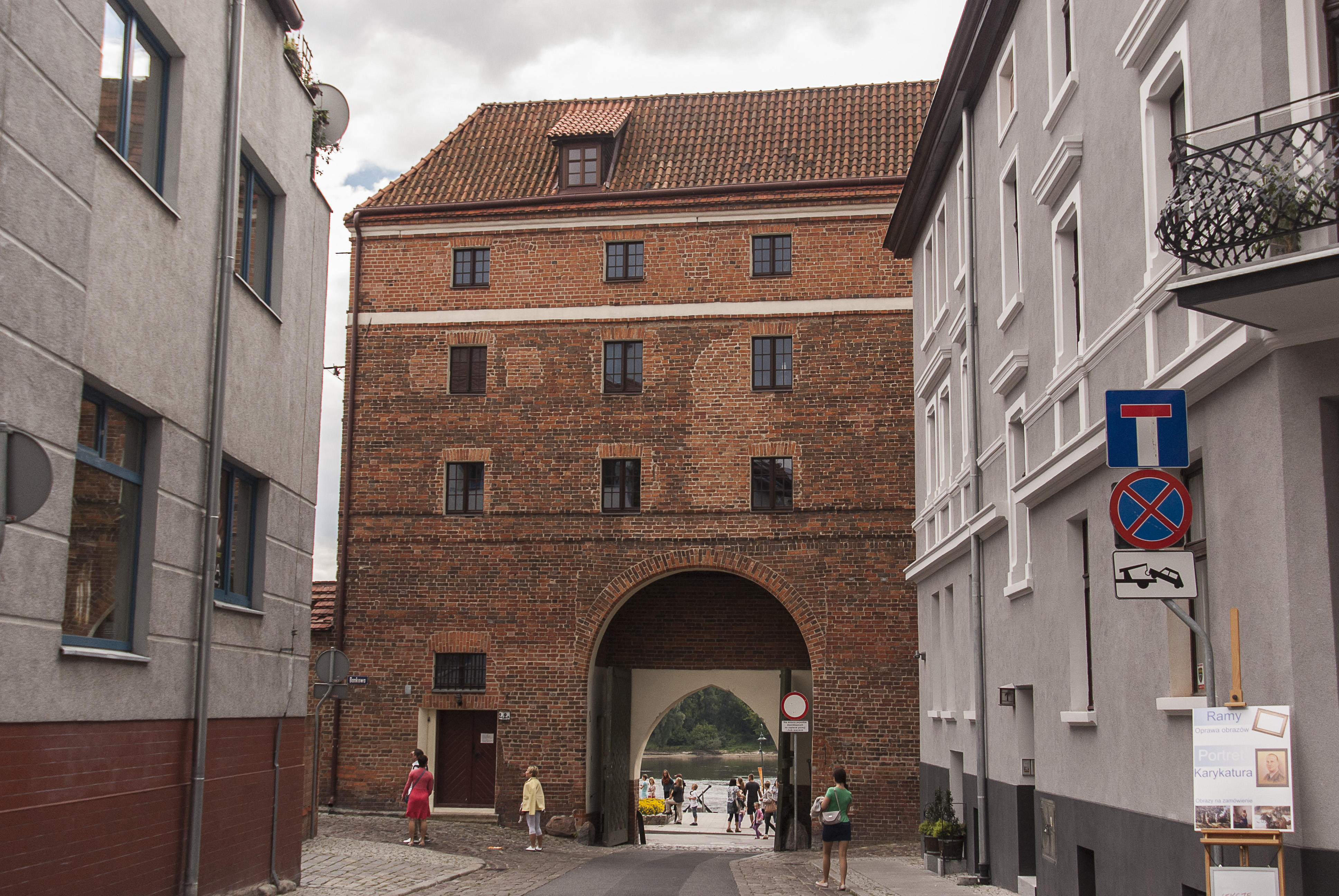
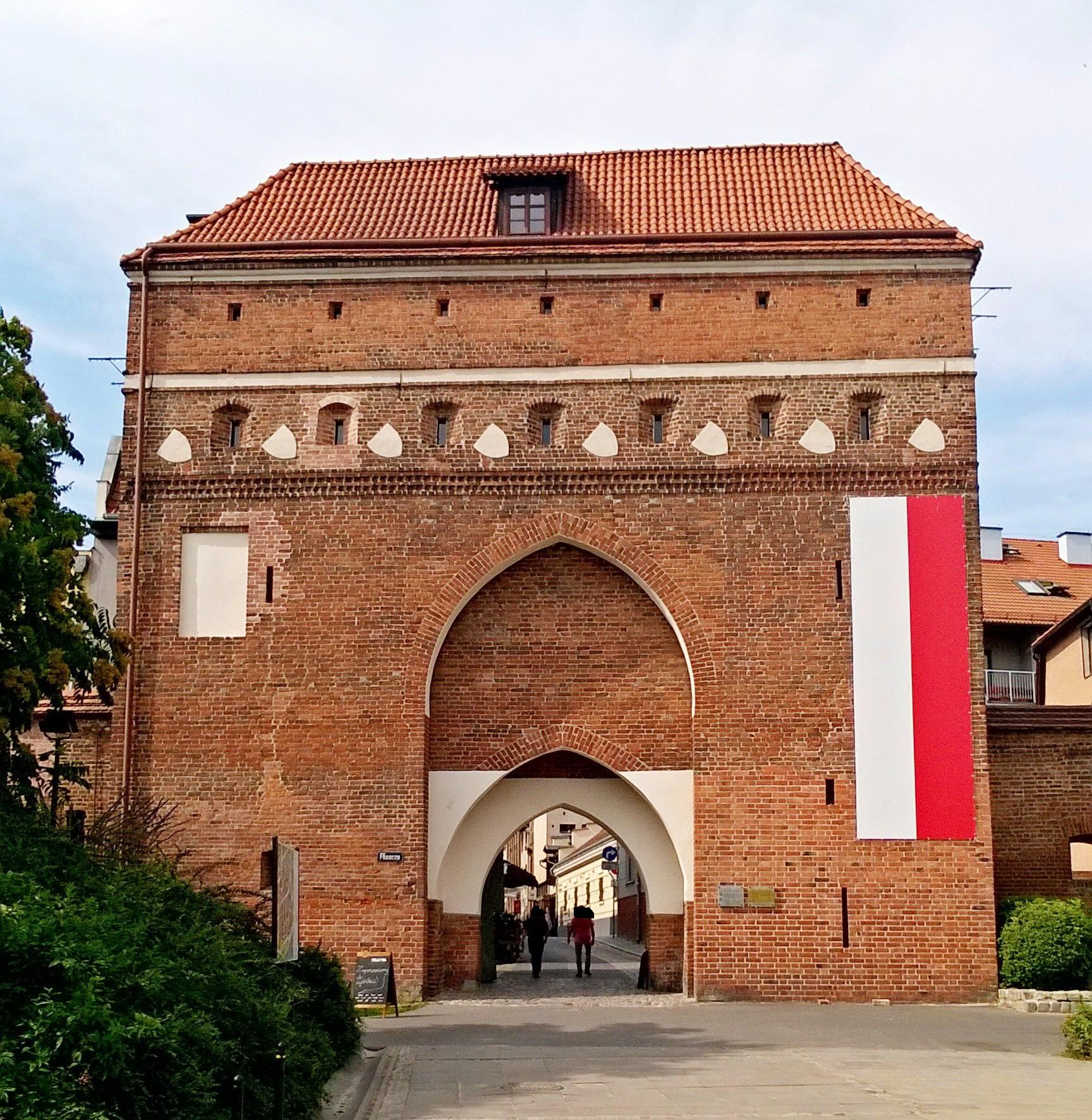
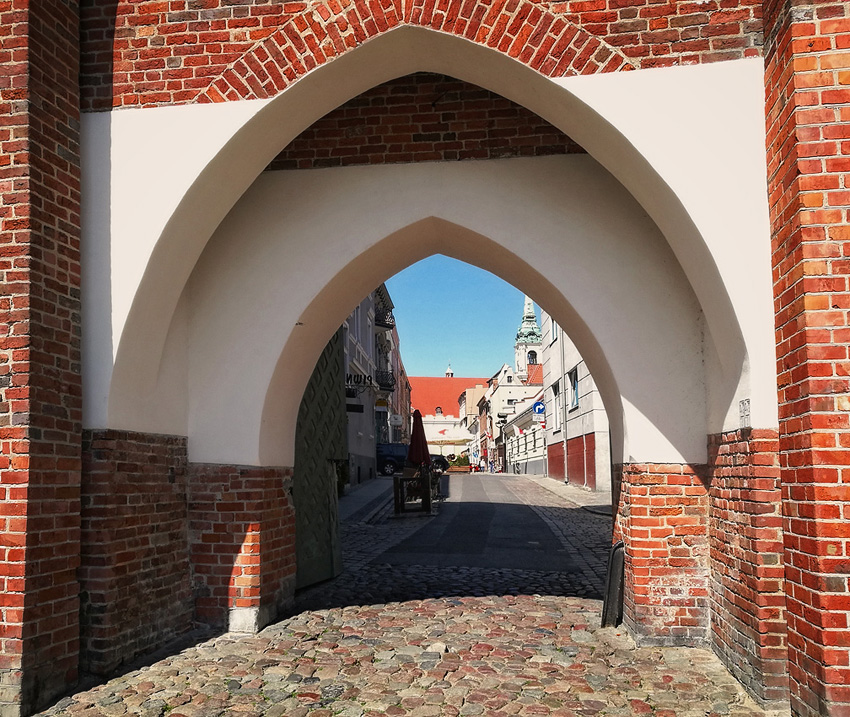

## Liens web
- Baszty je bramy. Brama Klasztorna (Polonais)
- Bramy. Brama Klasztorna (Polonais)